# 탐루앙 동굴 조난 사고

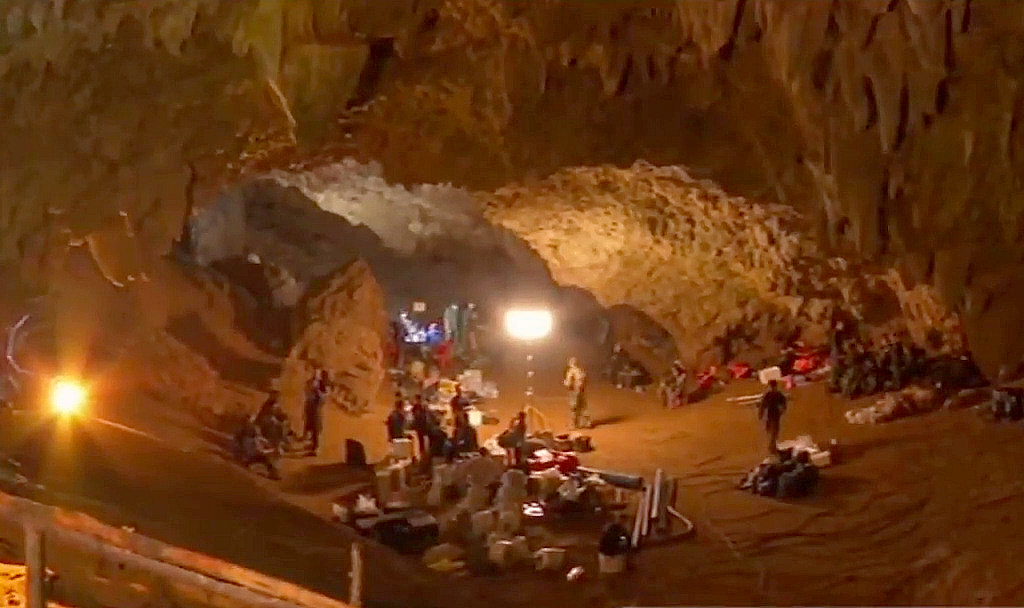
구조작전 당시 동굴 입구 베이스캠프에 모여있는 지원인력과 구조장비

탐루앙 동굴 조난 사고는 2018년 6월 23일, 태국 북부 치앙라이주의 탐루앙낭논 동굴에서 유소년 축구선수단과 코치가 조난되었다가 구조대와 국제사회의 도움으로 약 2주 만에 전격 구출된 사건이다. 조난된 소년들은 11세에서 17세 사이의 아이들로, 코치를 따라 관광 겸 동굴로 들어갔다가 폭우로 동굴에 물이 들어차면서 고립되었다. 이들이 실종된 사실은 조난 몇 시간 뒤에 알려졌으며 즉시 구조작전이 시작되었다.
처음에는 조난된 아이들의 위치를 알아내기 위한 수색이 집중되었으나 깊숙하고 복잡한 동굴 구조와 지속적으로 차오르는 수면 탓에 일주일 간 별다른 성과를 보지 못했다. 조난 시간이 길어지면서 구조 지원도 대규모 작전으로 확대되었고, 전세계 언론과 대중의 관심을 끌게 되면서 국제적인 자원봉사도 잇따랐다. 이후 조난 9일차 되던 7월 2일, 영국 다이버팀이 비좁은 통로와 흙탕물을 뚫고 아이들이 고립된 곳까지 도달하는 데 성공, 아이들 역시 무사하다는 것을 확인하였다. 발견 당시 아이들은 동굴 입구에서 3.2km 떨어진 곳에 머물러 있었다.
아이들의 위치를 확인한 구조대책본부는 아이들과 코치에게 다이버 기술을 전수하여 최대한 이른 시간 내에 탈출하거나, 우기가 끝나 동굴에 차오른 물이 거의 빠질 때까지 기다린다는 방안을 세웠다. 이후 동굴 내에 펌프를 설치해 물을 인공적으로 빼내는 작업을 진행하는 한편 비도 잠시 멎으면서 동굴 내 수위도 내려가자, 7월 8일 구조본부는 잠수부팀을 투입해 12명의 아이들 중 네 명을 우선 구조하였다. 오는 11일에 최대 52mm의 폭우가 내린다는 예보가 있자 구조팀은 그 전에 모든 아이들을 구조하기로 결정하였고, 7월 10일 마침내 모든 아이들과 코치가 동굴에서 빠져나오게 되었다.

## 실종
사고가 발생한 탐루앙낭논 동굴은 태국과 미얀마 국경에 자리한 도이낭논 산맥 지하에 위치해 있으며, 카르스트 지형으로 생성된 동굴 지형이다. 이곳의 총길이는 10km에 달하며 석회암 지층 수백미터 지하에 위치해 있다. 동굴 중간중간에는 움푹 들어간 골이나 비좁은 통로가 여러 곳 자리해 있다. 계절에 따라서는 내부에 물이 들어차기도 하기 때문에 동굴 입구에는 우기에 해당되는 7월부터 11월까지는 출입을 자제하라는 경고문구가 붙어 있다고 한다.
2018년 6월 23일, 현지 유소년 축구팀 ‘야생 멧돼지’ 소속의 11~16세 소년 열두 명과 25세 코치 에까폰 짠타웡(เอกพล จันทะวงษ์)이 동굴 답사에 나섰다가 실종되고 말았다. 당시 이들은 축구팀 중 17번째 생일을 맞이한 페라팟 솜피앙자이를 축하해주기 위해서 산책에 나선 것으로 알려졌다. 정황상 동굴에 들어간 뒤 갑자기 폭우가 들이닥쳤고 계속해서 비가 끊이질 않으면서 불어난 물을 피해 동굴 어느 한 곳에 고립되어 빠져나오지 못한 것으로 보였다. 실종 사실이 알려진 것은 태국 국립공원·야생동물·자연보존부 소속 관리인들이 동굴 입구에 소지품을 두고서 찾아가지 않은 것을 보고는 이를 당국에 신고하면서부터였다.

## 탐색과 발견

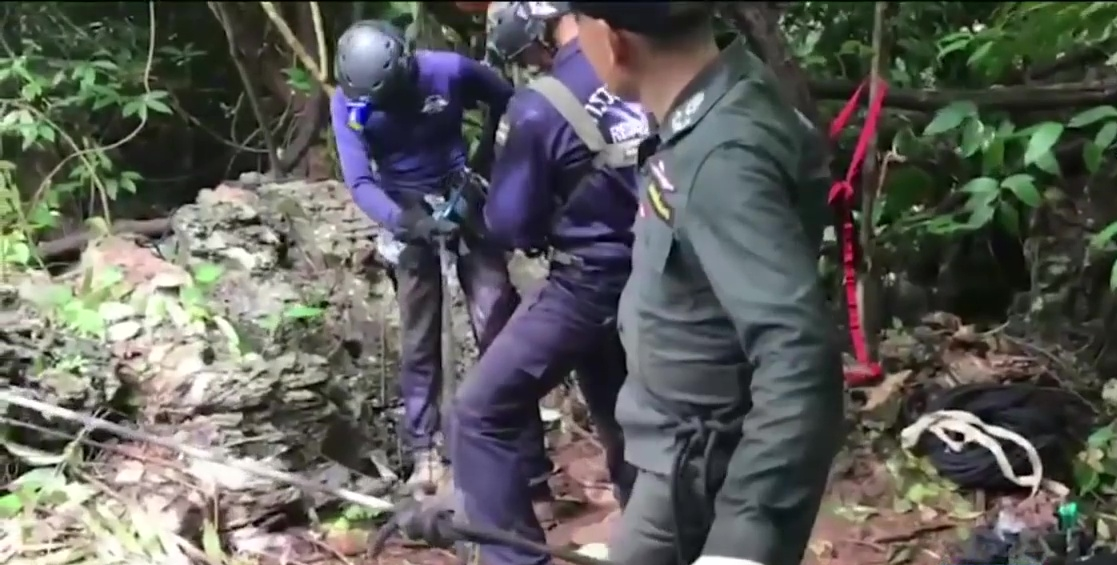
외부에서 동굴 내부로 접근할 수 있는 다른 경로를 탐색중인 구조팀

실종 직후 태국 네이비실 소속 다이버들이 동굴을 탐색하기 시작했다. 그러나 이들 다이버들은 "물속으로 들어갈 때 라이트를 들어도 안 보일 정도로 물이 너무 탁하다"며 구조에 어려움을 밝혔다. 계속된 비로 동굴 입구까지 물이 차올랐기 때문에 탐색작업은 주기적으로 중단될 수밖에 없었다. 실종 나흘째부터는 수색팀에 미국 태평양 사령부 소속 지원팀 30명과 영국의 동굴 다이빙 구조전문가인 리처드 스탠턴, 존 볼런슨, 로버트 하퍼 등이 자원 합류하였다. 영국 다이버들은 더비셔 동굴구조협회로부터 초장파 라디오 장비를 대여해오는 등의 구조전문장비 지원도 함께 하였다.
경로가 너무 협소하고 제한적이었던 탓에 태국 경찰은 탐지견을 동원해 혹시 있을지 모를 지하동굴로 진입할 수 있는 또 다른 틈새 입구를 찾고자 노력하였다. 여기에 드론과 로봇 장비들도 실종자 탐색 노력에 힘을 보탰다. 하지만 지하 속 깊은 곳에 사람이 있는지를 판별할 정도로의 기술은 아직 부족한 것으로 전해졌다.
그러다 7월 2일 오후 10시경 동굴 탐색에 나섰던 스탠턴과 볼런슨이 마침내 12명의 아이들과 코치가 무사히 살아있는 것을 발견하였다. 이들은 동굴 내 '파타야비치'라 이름붙여진 지점으로부터 약 400m 더 깊숙히 자리한 비좁은 바위선반에 모여 있었던 것으로 알려졌다. 발견 당시 볼런슨은 나머지 구조팀을 돕기 위해 동굴 내에 안내선을 설치하는 작업을 하고 있었는데, 줄을 다 쓴 탓에 잠깐 수면 밖으로 나왔더니 그곳에 실종됐던 아이들과 코치가 있었다고 전했다. 조난된 지점은 동굴 입구로부터 3.2km 떨어진 지점이었다.
태국 네이비실은 다이버들과 실종된 아이들이 처음 대면했을 당시 촬영한 영상을 페이스북에 업로드해 전세계에 타전했다. 영상에서 아이들은 자신들이 얼마나 지하에 갇혀 있었는지 몰랐던 듯 멍한 표정으로 오늘이 무슨 요일이냐고 묻는 모습을 보인다. 나롱삭 오사타나꼰(ณรงค์ศักดิ์ โอสถธนากร) 치앙라이 주지사는 아이들의 생존 확인을 공식 발표하며, "(아이들이) 무사하다는 사실은 확인했으나 작전은 끝나지 않았다"고 현상황을 요약했다.

### 동굴 내부에서의 지원
발견 다음날인 7월 3일에는 간호사 한 명과 호주 출신 의사 한 명을 비롯한 7명의 다이버가 진찰팀을 이뤄 동굴로 진입했다. 이 중 의사인 리처드 해리스는 상당한 다이버 경험을 갖춘 마취 전문 의사로 알려졌다. 태국 측 관계자들은 아이들의 건강상태가 심각한 상태에 빠지는 일이 없도록 이들 구조대가 가서 건강검진과 치료, 재활 등을 도울 것이라고 밝혔다. 태국 해군 특수부대를 지휘하는 아파콘 유콩깨우(อาภากร อยู่คงแก้ว) 소장은 "(아이들은) 의사의 권고에 따라 비타민과 미네랄이 포함된 소화하기 쉬운 고열량 식품을 먹였다"고도 전했다. 또 태국 네이비실 측에서 내부 구조팀이 촬영한 새로운 영상들을 공개했는데, 우선 첫 번째 영상에는 12명 아이들과 코치 전원이 자신의 이름과 나이를 밝히는 모습이 담겼다. 이들은 기운없는 기색으로 비상담요를 두른 채, 두 손을 모아 바깥 세계를 향해 '사왓디 끄랍'이라 인사했다. 두번째 영상에는 아이들과 코치가 건강검진을 받는 모습이 담겼다. 한편으로 조난당한 인원 가운데 수영을 하지 못하는 사람이 있을 것이며, 이는 안그래도 까다로운 구조작업을 더욱 복잡하게 하는 요소 중 하나라는 분석도 나왔다.
아이들과 코치는 동굴 내에서 편지를 써서 다이버들의 손을 거쳐 동굴 바깥의 친척들과 소통하였다. 편지의 내용은 대부분 조난인원이 무사하다는 안부 인사에, 모든 일이 잘 될 것이고 서로 사랑한다거나 기운 내라는 격려의 편지였다.

## 구출계획과 준비
가장 큰 난관은 동굴 내부통로의 수위가 자꾸 차오르는 문제였는데, 지휘본부에서는 고립된 인원들에게 다이버 기술을 전수해서 빠져나오도록 하거나 아니면 물이 대부분 빠질 때까지 수 개월을 기다려야 한다는 말이 나왔다. 탐루앙 동굴은 보통 우기에 침수되는데, 우기가 9월이나 10월까지는 지속된다는 사실을 감안한 언급이었다.
동굴 내부조사 결과 침수된 구간은 입구에서 깊숙히 들어간 지점에 자리한 것으로 밝혀졌다. 아이들이 모여 있는 지점은 입구에서 3.2km 떨어져 있으며, 산 정상에서부터는 800m에서 1000m 깊이에 자리해 있었다. 그곳까지 가는 도중에는 침수된 구간이 여럿 존재하고, 또 상당히 좁은 부분도 몇 곳 존재했는데 그중에서 제일 좁은 구간은 38cm에 불과했다. 여기에 유속이 빠르거나 어두컴컴한 구간도 있었다. 경험있는 다이버조차 입구에서 아이들이 있는 곳까지 도달하려면 유속을 거슬러야 하기 때문에 총 6시간이 소요되고, 반대로 동굴을 빠져나올 땐 유속을 따라서 나오는데도 총 5시간이 소요되는 것으로 전해졌다. 또 이동 도중에 공황에 빠지기라도 하면 목숨을 잃을 수 있는 위험도 있었다. 이처럼 기존 통로를 이용한 구출작업이 너무 까다로웠기 때문에, 구조팀은 외부에서 또다른 동굴 입구를 찾아 보다 쉬운 탈출경로를 모색하는 데에도 주력하였다. 또 굴을 파서 물을 빼내는 데 이용되던 드릴도 탈출로를 열 수 있는 수단으로 고려되기도 하였으나, 마땅한 굴착 지점을 발견하지 못해 무산됐다.

## 이후
구조된 코치와 소년 가운데 태국국적이 없는 무국적자에 대해 태국 정부는 출생기록을 확인해 태국에서 태어난 사람에 대해서는 국적확인을 하고, 그렇지 않은 경우에도 귀화를 통해 태국국적을 부여했다.
구조된 소년 중 두앙펫 프롬텝은 2022년 말부터 영국의 축구 학교에 다니게 되었는데, 2023년 2월 그의 기숙사에서 의식이 없는 상태로 발견되어 병원으로 옮겨졌으나 이틀 뒤 사망하였다.